# Rotra Vente
Die Rotra Vente ist ein RoRo-Schiff für den Transport von Komponenten für Offshore-Windanlagen. Das Schiff wurde für Siemens Wind Power aus einem Containerschiff umgebaut.

## Beschreibung
Die Rotra Vente basiert auf dem Rumpf, Deckshaus und der Maschinenanlage eines Containerschiffs des Typs IHDA 800, das am 10. November 2008 mit dem Namen Flintercoral (IMO-Nummer 9517666) auf der Werft Nantong Mingde Heavy Industry in Tongzhou vom Stapel gelaufen ist. Auftraggeber des Neubaus war die niederländische Reederei Flinter, die das Schiff aber wegen Rückgängen im Chartergeschäft infolge der Weltwirtschaftskrise nicht abnahm. Das halbfertige Schiff verblieb in China und wurde 2010 an die Concordia Group of Holland verkauft. Anfang 2014 wurde es nach Rotterdam geschleppt, wo es am 25. April 2014 eintraf.
Im Herbst 2014 begannen die Vorbereitungen zum Umbau in ein RoRo-Schiff. Zunächst wurden auf der Werft Concordia Damen in Werkendam die Ladeluken, das Lukensüll, die Cellguides, die oberen Abschnitte der Bordwand und Teile des Bugs entfernt. Am 20. November 2014 überführte man das Schiff zum Unternehmen Holland Shipyards in Hardinxveld-Giessendam, wo ab dem 29. Dezember 2015 die Neukonstruktion erfolgte. Das Vorschiff wurde mit einer Bugrampe für die RoRo-Beladung mit Maschinenhäusern von Offshore-Windanlagen ausgestattet. Der vordere Rumpf nimmt das charakteristische, hydraulisch betätigte Bugvisier und die Rampe auf, während das Heck Deckshaus und Maschinenraum beherbergt. Das Schiff hat eine Gesamtlänge von 141,5 m, eine Breite von 21 m und einen maximalen Tiefgang von 7,10 m. Es ist mit 6.475 BRZ vermessen. Die Tragfähigkeit beträgt 8.000 tdw. Das Hauptdeck wird von einem zusammenklappbaren Wetterdach geschützt, um die Gondeln der Windenergieanlagen vor der salzigem Meerwassergischt zu bewahren.
Die Rotra Vente wurde als Neubau eingetragen und am 30. Oktober 2016 mit der IMO-Nummer 9805568 von der Werft abgeliefert. Obwohl sie seit Anfang November 2016 in Fahrt ist, fand die offizielle Übergabefeier erst am 2. Dezember 2016 statt. Sie hat mehrfach Maschinenhäuser von Apenrade durch den Nord-Ostsee-Kanal nach Esbjerg transportiert. Der Wasserweg ist trotz der rund 300 Kilometer längeren Strecke günstiger als der Transport über die Straße. Die Entscheidung zum Umbau des Schiffes erfolgte auch im Hinblick auf den neuen Produktionsstandort von Siemens Wind Power in Cuxhaven.
Das Schwesterschiff der Rotra Vente, die Rotra Mare, wurde zum Transport der Türme und Rotorblätter umgebaut. Es kann zwölf Rotorblätter zwischen den Siemens-Werken im britischen Hull sowie dänischen Aalborg und den jeweiligen Installationshäfen transportieren.